# Église Sainte-Catherine de Muhu
Pour les articles homonymes, voir église Sainte-Catherine.
L'église Sainte-Catherine de Muhu (estonien : Muhu Katariina kirik) est une église protestante située dans le village de Liiva, dans la commune et sur l'île de Muhu.

## Histoire

### Une construction médiévale

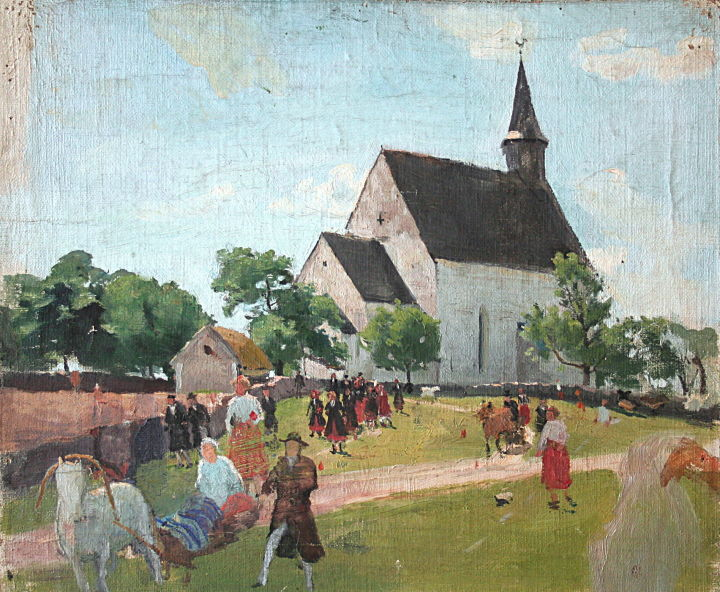
L'église Sainte-Catherine de Muhu par Paul Raud en 1898

La construction de cet édifice religieux est commandée par le grand maître de l'ordre Livonien des chevaliers teutoniques, Otto von Lutterberg et la fondation de l'église est mentionnée pour la première fois en 1267 dans les Chroniques d'Hermann von Wartberge.
La première église sur le site était probablement construite en bois et remplacée par le bâtiment actuel en pierre dans les dernières années du XIIIe siècle.
Ce dernier fut construit par étapes. Les murs de la nef furent construits en premier. Les maçons à l'œuvre dans la construction de l'église de Karja sur l'île voisine de Saaremaa semblent avoir été également actifs sur ce chantier comme en témoignent les marques laissées dans les pierres de construction de l'église,.
Une fenêtre dans le mur Ouest et la base de l'autel datent de cette période. Les fresques médiévales sont un peu postérieures.
En raison de l'étroitesse des fenêtres et du contexte des Croisades baltes, on suppose que l'église a été construite à des fins défensives.

### Église catholique puis temple protestant
À partir de 1523, les idées de la Réforme protestante se diffusaient en Livonie et notamment dans l'évêché d'Ösel-Wiek dont dépend l'île de Muhu et l'église Sainte-Catherine commence à servir le culte luthérien.

## Architecture

### Une église au plan simple
Depuis sa reconstruction en pierre à la fin du XIIIe siècle, l'église Sainte-Catherine de Muhu a gardé sa forme d'origine.
C'est une église à nef unique de deux travées avec de hautes voûtes sur croisée d'ogives enduites en blanc.
Le chœur est simple et l'église ne comprend ni clocher, ni sacristie.

### Fresques médiévales
Les fresques médiévales de l'église sont remarquables. Elles ont été découvertes sous l'enduit du temps de la Réforme en 1913 lors d'une restauration de l'édifice.
Les fragments préservés représentent les apôtres et les quatre évangélistes.
Les similitudes constatées entre les fresques de Muhu et celles de la même époque présentes sur l'île de Gotland font penser que l'artiste en soit originaire ou, du moins, qu'il y ait été actif, et l'influence de l'art byzantin est notable.

### Destruction et restauration de l'édifice
Au moment de la Réforme, les murs de l'édifice sont enduits de blanc.
Endommagée une première fois par un incendie en 1640, l'église est incendiée pendant la Grande guerre du Nord.
Elle connait une première restauration importante au XVIIIe siècle. En 1663, un clocher en bois est érigé sur le toit de l’église.
Pendant la Seconde Guerre mondiale, l'église est sévèrement endommagée et le toit et son clocher sont détruits.

## Galerie

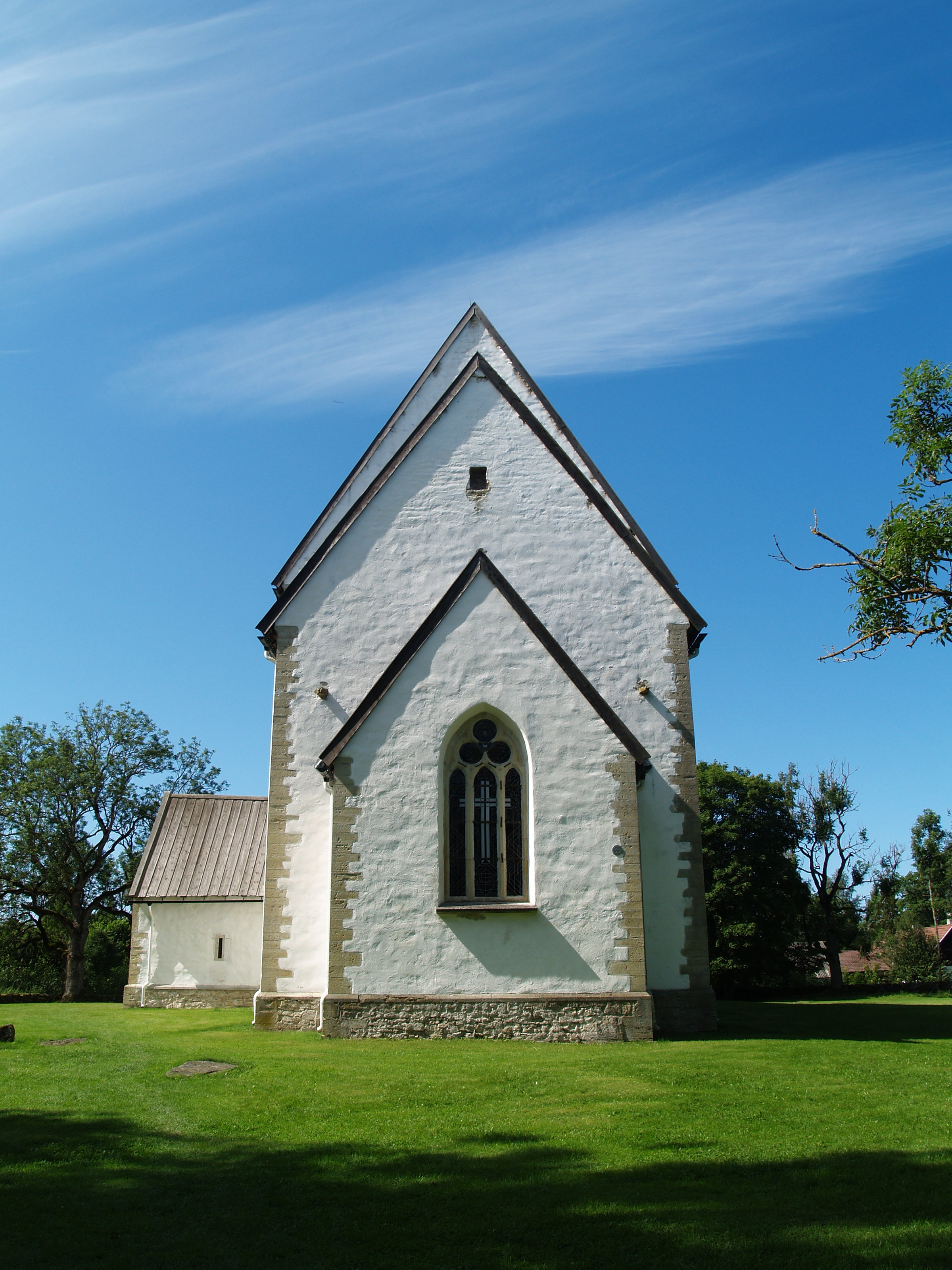
L'église
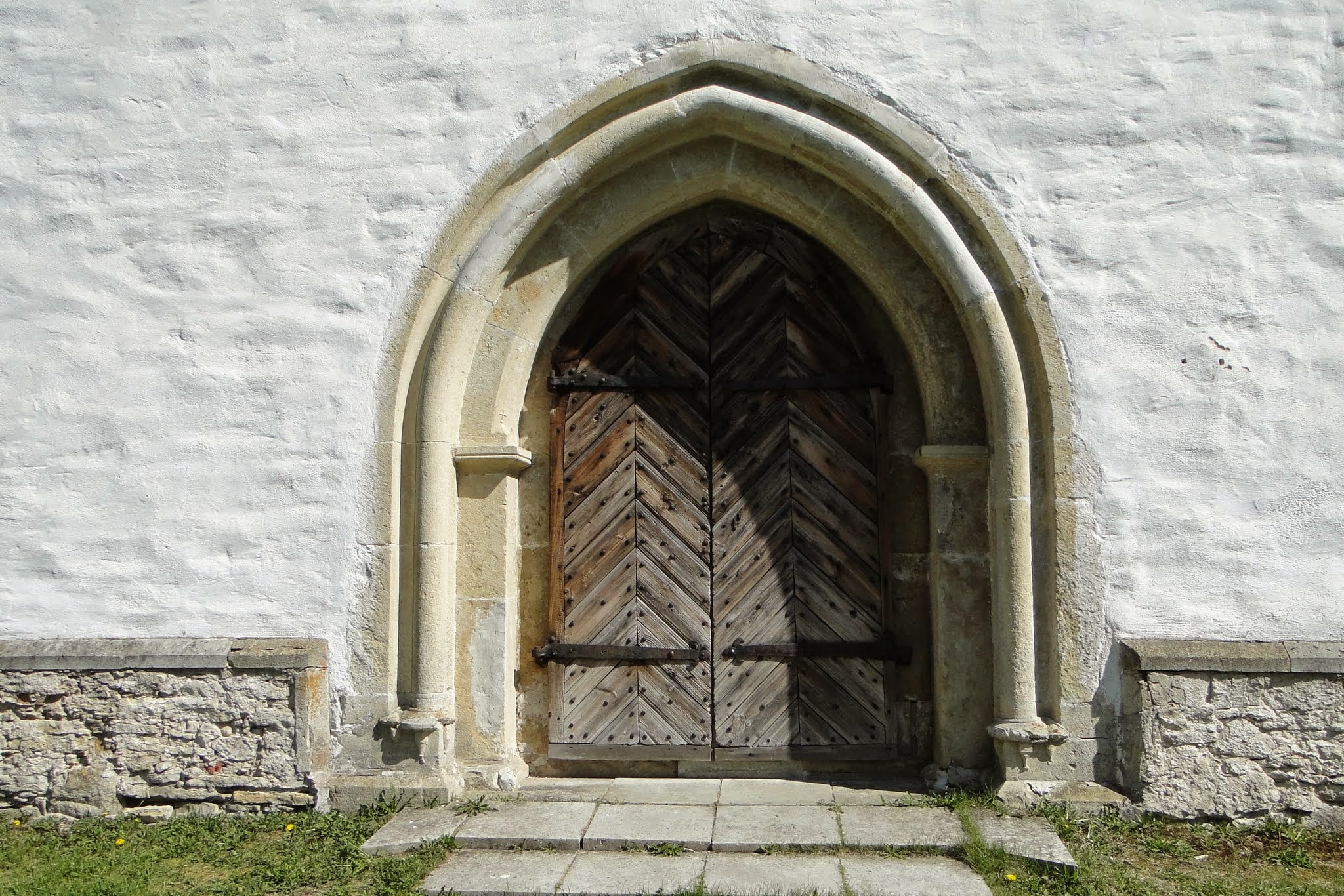
Portail principal
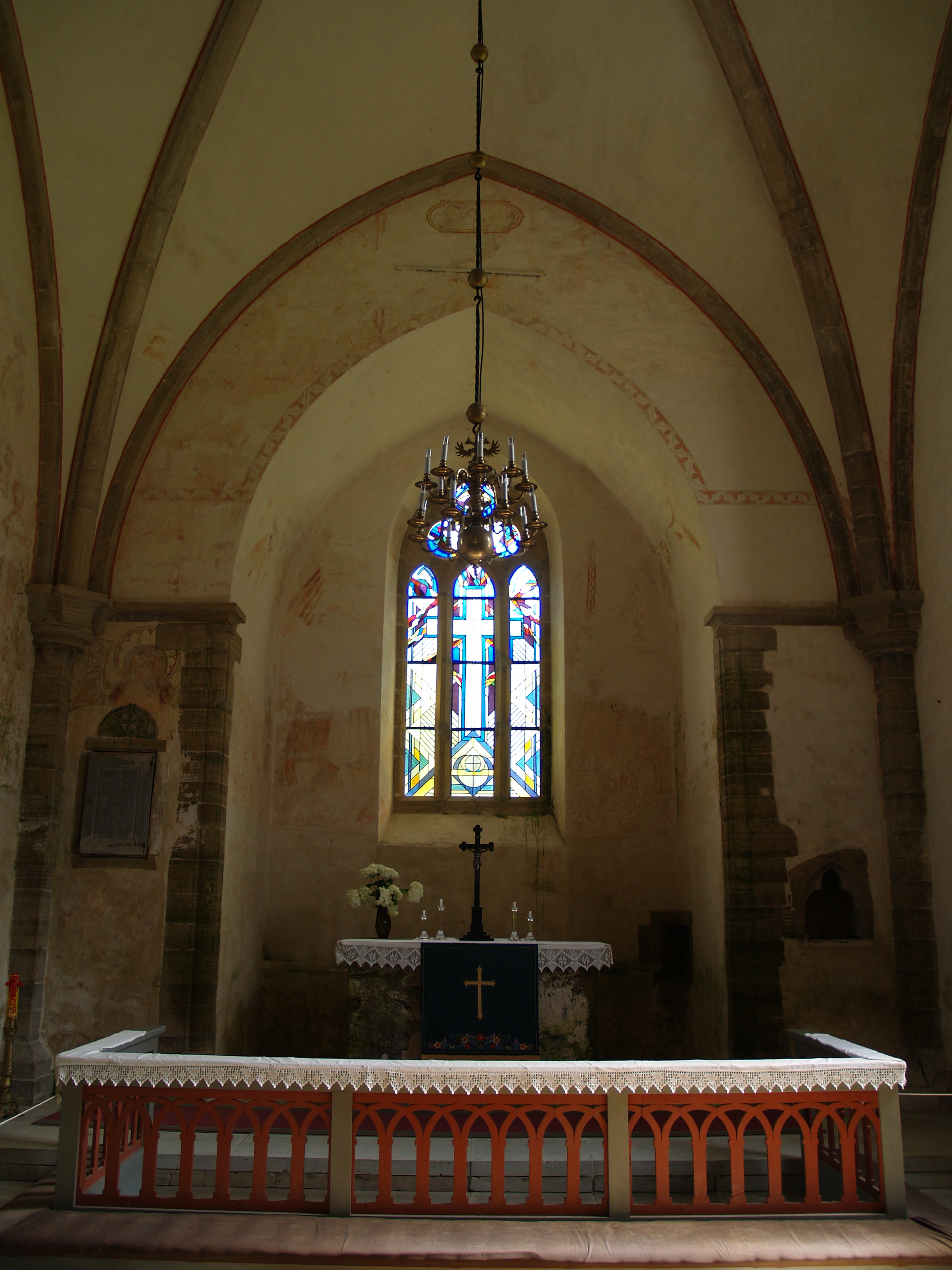
Autel
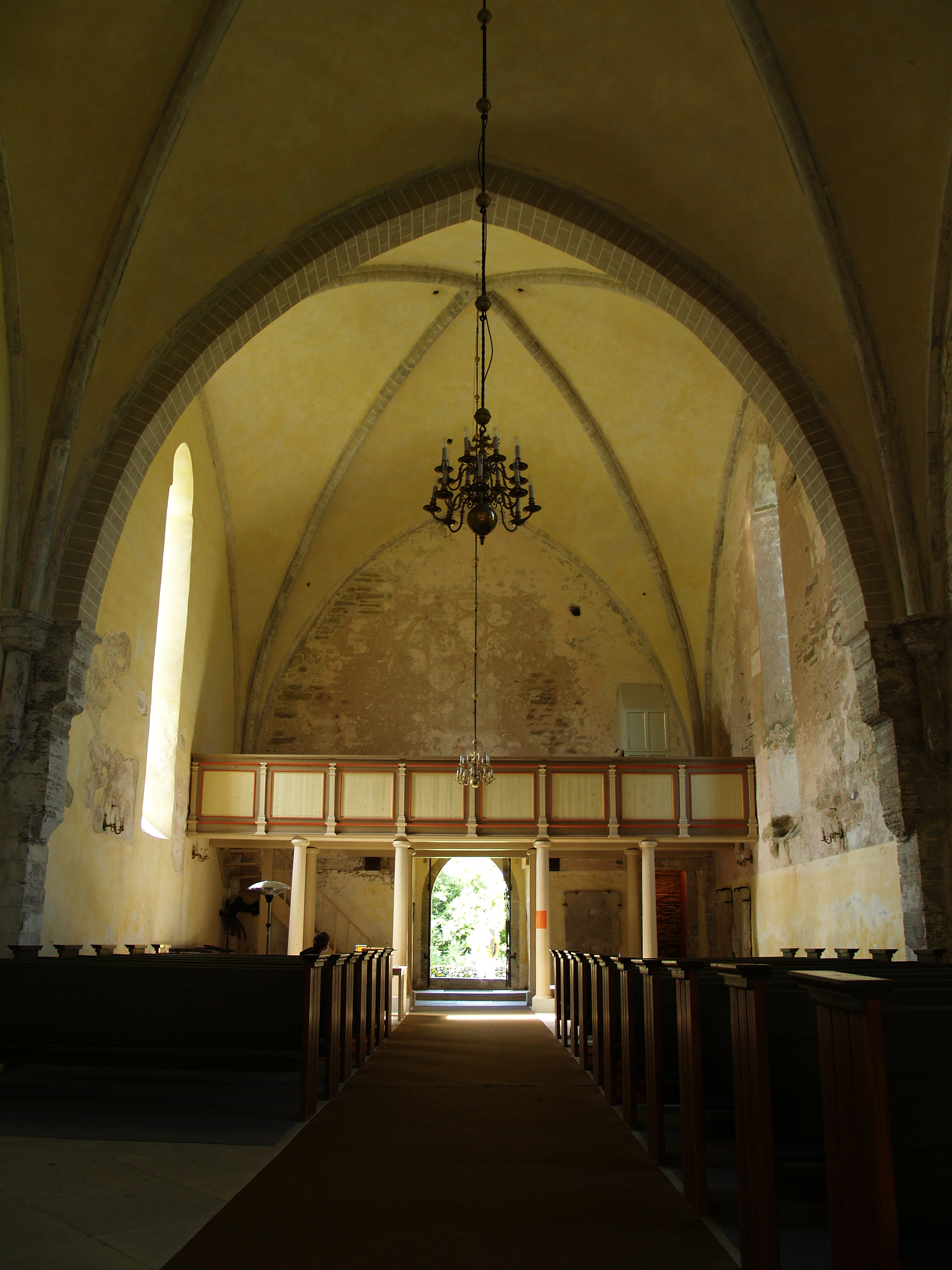
Vue intérieure
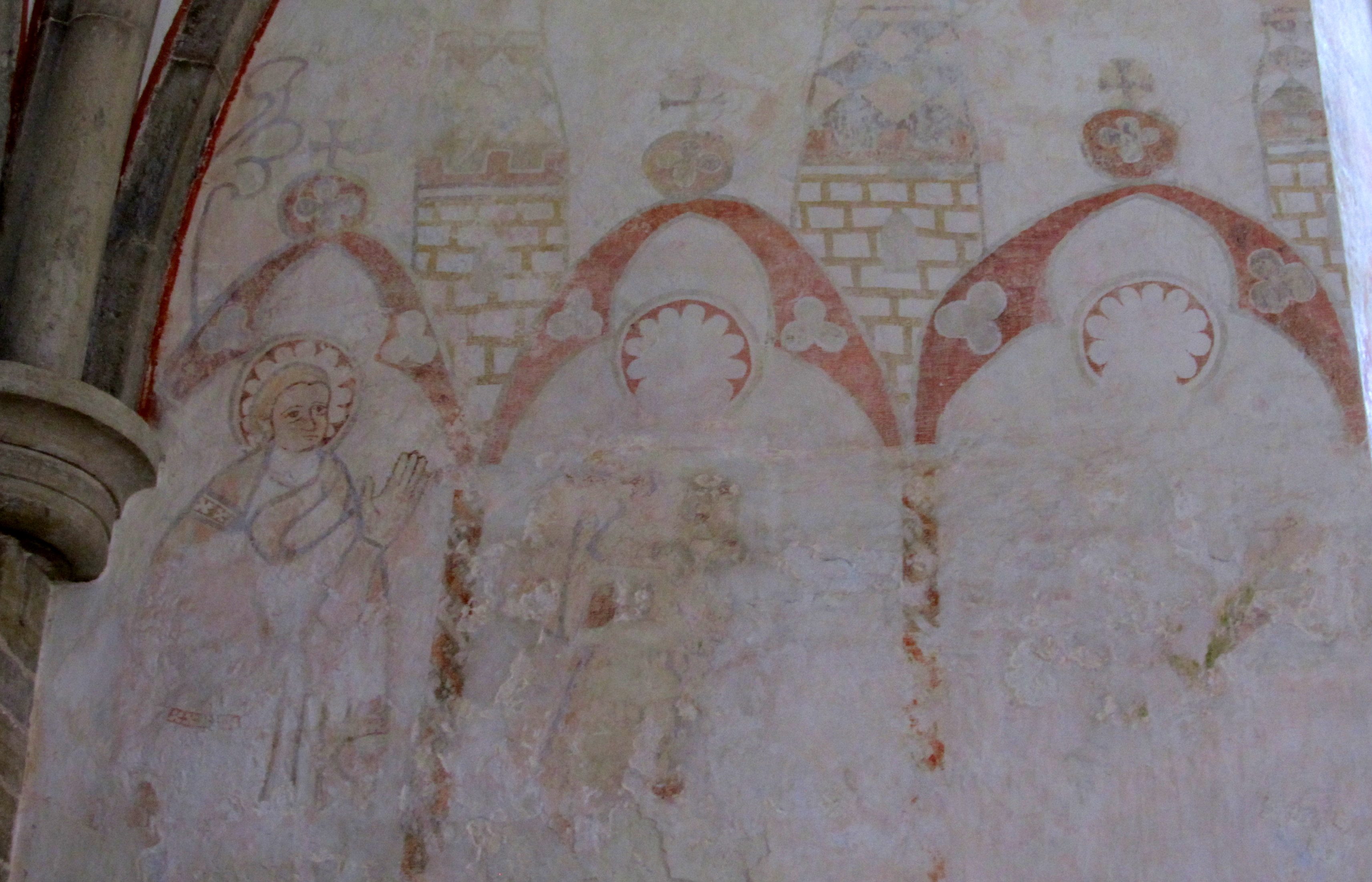
Fresques
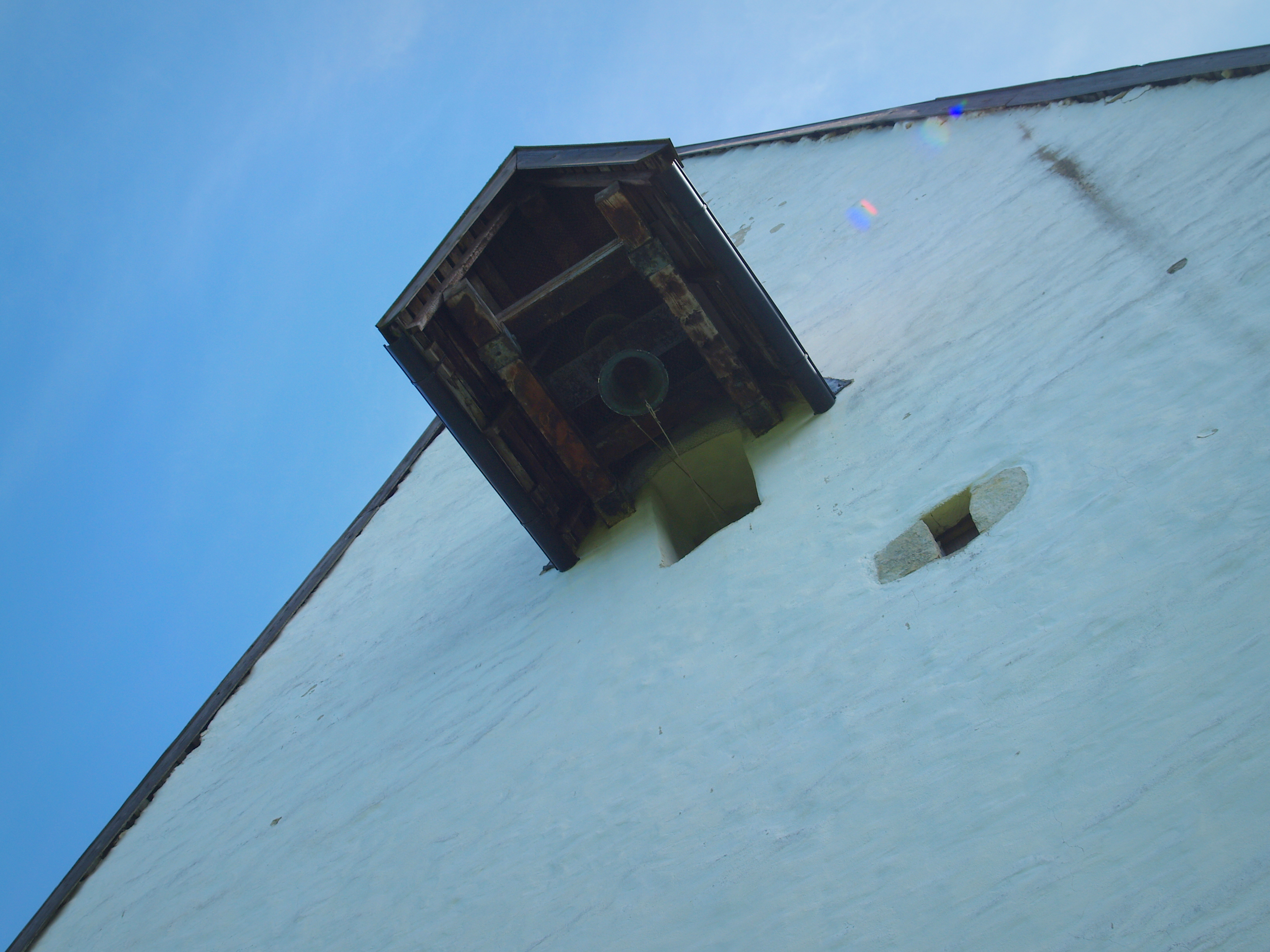
Cloche